# Asaf Abdrachmanow
Asaf Kutdusowicz Abdrachmanow (ros. Аса́ф Кутду́сович Абдрахма́нов, tat. Асаф Габдерахманов, ur. 20 grudnia 1918 w Agryzie, zm. 3 września 2000 w Sewastopolu) – radziecki wojskowy, kapitan I rangi, Bohater Związku Radzieckiego (1944).

## Życiorys
Urodził się w rodzinie tatarskiego nauczyciela. Skończył niepełną szkołę średnią i technikum lotnicze w Kazaniu, później pracował jako technik montażowy w fabryce lotniczej. 
Od 1939 służył w Marynarce Wojennej ZSRR, w 1942 ukończył Wyższą Szkołę Marynarki Wojennej, od 1944 należał do WKP(b). Brał udział w wojnie z Niemcami jako dowódca okrętu Azowskiej Flotylli Wojskowej, który często wykonywał patrole na szlakach morskich i uczestniczył w nocnym nalocie na Mariupol, a w listopadzie 1943 w desantowej operacji kerczeńsko-eltigeńskiej, gdzie jego okręt wysadził pierwsze oddziały szturmowe i wielokrotnie dostarczał atakującym amunicji i zapasów wojskowych. 
Po wojnie do 1973 kontynuował służbę we Marynarce Wojennej ZSRR, po zakończeniu służby wojskowej mieszkał w Sewastopolu, gdzie zmarł i został pochowany na Alei Bohaterów cmentarza miejskiego "Kalfa".

## Odznaczenia
- Złota Gwiazda Bohatera Związku Radzieckiego (22 stycznia 1944[1])
- Order Lenina
- Order Czerwonego Sztandaru (dwukrotnie)
- Order Wojny Ojczyźnianej I klasy
- Order Wojny Ojczyźnianej II klasy
- Order Czerwonej Gwiazdy (trzykrotnie)

I medale.